# Prosopocoilus porrectus
Prosopocoilus porrectus es una especie de coleóptero de la familia Lucanidae.

## Distribución geográfica
Habita en Vietnam.